# Eilema affineola
Eilema affineola är en fjärilsart som beskrevs av Bremer 1864. Eilema affineola ingår i släktet Eilema och familjen björnspinnare. Inga underarter finns listade i Catalogue of Life.